# Венерязи
Венерязи (фин. Metsävainikka, Venäjänrasi) — упразднённая деревня на территории Московского района Санкт-Петербурга.

## География
Располагалась на Волхонском шоссе, к юго-западу от Пулково на месте современного Южного кладбища.

## История
На карте Санкт-Петербургской губернии Я. Ф. Шмидта 1770 года упоминается как деревня Венерюзи.
На карте Санкт-Петербургской губернии 1792 года А. М. Вильбрехта она обозначена уже как деревня Венерязи.
Согласно «Топографической карте окрестностей Санкт-Петербурга» Ф. Ф. Шуберта 1831 года деревня называлась Венарази, она состояла из трёх хуторов: Вайники (3 двора), Реба (1 двор) и Порица (2 двора).

ВЕНЕРЯЗИ — деревня, принадлежит ведомству Красносельской удельной конторы, число жителей по ревизии: 16 м. п., 12 ж. п. (1838 год)

В пояснительном тексте к этнографической карте Санкт-Петербургской губернии П. И. Кёппена 1849 года она записана как деревня Metsäwainikka или Wenäräsi (Венерязи) и указано количество её жителей на 1848 год: савакотов — 15 м. п., 17 ж. п., всего 32 человека. Деревня относилась к лютеранскому приходу Туутари.

ВЕНЕРЯЗИ — деревня Красносельского удельного имения, по почтовому тракту, число дворов — 7, число душ — 12 м. п. (1856 год)

Согласно Топографической карте частей Санкт-Петербургской и Выборгской губерний 1860 года, деревня называлась Венерези (Вайники) и состояла из 5 крестьянских дворов.

ВЕНЕРЯЗИ — деревня удельная при колодце, число дворов — 5, число жителей: 11 м. п., 16 ж. п. (1862 год)

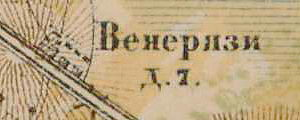
План деревни Венерязи. 1885 год

В 1885 году деревня состояла из 7 дворов.
В конце XIX — начале XX века деревня административно относилась к 3-му стану Царскосельского уезда Санкт-Петербургской губернии. По приходским данным население деревни было исключительно финским.
В 1919 году деревня была захвачена Юденичем в ходе наступления на Петроград.
Согласно данным переписи населения СССР 1926 года в деревне Венерязи сельсовета Гражданства Красносельской волости Троцкого уезда проживали 52 человека, все финны.
По данным 1933 года деревня Венеряйзи входила в состав Старопановского сельсовета Ленинградского Пригородного района Ленинградской области.

План деревни Венерязи. 1941 год

Согласно топографической карте РККА 1941 года деревня насчитывала 6 дворов.
В годы Великой Отечественной войны Венеряйзи были оккупированы немецкими войсками и здесь располагался их «опорный пункт», который был уничтожен в результате наступления Красной армии 14 января 1944 года.